# Коймла (природний заповідник)
Приро́дний запові́дник Ко́ймла (ест. Koimla looduskaitseala) — природоохоронна територія в Естонії, у волості Ляене-Сааре повіту Сааремаа.
Загальна площа — 31,8 га.
Заповідник утворений 11 листопада 2013 року.

## Розташування
На захід від заповідника розташовується село Коймла.

## Опис
Метою створення заповідника є збереження біологічного різноманіття лісових угруповань і місць проживання охоронюваних видів.
У заповіднику зберігаються 2 типи природних оселищ (Директива 92/43/ЄЕС, Додаток I):
| Код   | Тип оселища                                                     | Площа, га |
| ----- | --------------------------------------------------------------- | --------- |
| 9050  | Феноскандійські ліси з Picea abies і багатим трав'яним покривом | 10,1      |
| 9080* | Феноскандійські листопадні заболочені ліси                      | 5,6       |

Усю територію заповідника займає зона цільової охорони (Koimla skv.), категорія МСОП — Ib.
Територія заповідника збігається з природною областю Коймла (Koimla loodusala), що включена до Європейської екологічної мережі Natura 2000.